# Teterboro
Teterboro es un borough ubicado en el condado de Bergen en el estado estadounidense de Nueva Jersey. En el año 2010 tenía una población de 67 habitantes y una densidad poblacional de 23.1 personas por km².

## Geografía
Teterboro se encuentra ubicado en las coordenadas 40°51′13″N 74°3′38″O / 40.85361, -74.06056.

## Demografía
Según la Oficina del Censo en 2000 los ingresos medios por hogar en la localidad eran de $44,167 y los ingresos medios por familia eran $43,750. Los hombres tenían unos ingresos medios de $18,750 frente a los $38,750 para las mujeres. La renta per cápita para la localidad era de $72,613. El 0% de la población estaba por debajo del umbral de pobreza.